# Данијел Санабрија
Данијел Санабрија (8. фебруар 1977) бивши је парагвајски фудбалер.

## Репрезентација
За репрезентацију Парагваја дебитовао је 2001, играо на Светском првенству 2002. године, а укупно одиграо седам утакмица за национални тим. 

## Статистика
| Парагвај | Парагвај | Парагвај |
| Год.     | Ута.     | Гол.     |
| -------- | -------- | -------- |
| 2001     | 6        | 0        |
| 2002     | 0        | 0        |
| 2003     | 1        | 0        |
| Укупно   | 7        | 0        |